# 花玉螺
花玉螺（学名：Natica euzona）为玉螺科玉螺屬下的一个种，分布于南沙太平島，1844年被首次发现命名。